# Phêrô Gioan Trần Xuân Hạp
Phêrô Gioan Trần Xuân Hạp (6 tháng 10 năm 1920 – 6 tháng 7 năm 2005) là một giám mục Công giáo người Việt Nam. Ông nguyên là giám mục chính tòa thứ ba của Giáo phận Vinh từ khi Hạt Đại diện Tông Tòa Vinh được nâng cấp lên hàng giáo phận vào năm 1960, đảm nhận vai trò này trong vòng hơn 20 năm, từ năm 1979 đến năm 2000. Khẩu hiệu giám mục của ông là Xin cho con say mê Thánh Giá.
Sinh ra trong một gia đình Công giáo có nhiều giáo sĩ Công giáo tại Nghệ An vào năm 1920, cậu bé Trần Xuân Hạp nhanh chóng được gửi cho linh mục cậu ruột để bắt đầu con đường tu trì vào năm 9 tuổi. Lần lượt theo học Chủng viện dự bị Xuân Phong, Tiểu chủng viện Xã Đoài, Đại chủng viện, việc tu tập kết thúc bằng việc cậu được truyền chức linh mục vào tháng 2 năm 1959.
Thời kỳ linh mục, linh mục Hạp quản lý hai giáo xứ Đan Sa (1959–1963), Minh Cầm (1963–1973), sau đó trở thành Linh mục Quản hạt Hướng Phương, kiêm Tổng đại diện Giáo phận Vinh vào năm 1973. Sau khi giám mục Nguyễn Văn Năng qua đời vào năm 1978, linh mục Trần Xuân Hạp được bổ nhiệm giữ chức Giám mục chính tòa Giáo phận Vinh có số lượng giáo dân đông đảo nhưng đời sống vật chất và tinh thần tan hoang do hoàn cảnh chiến sự.
Thời kỳ giám mục, Giám mục Trần Xuân Hạp đã cung hiến và khánh thành Nhà thờ Chính tòa Xã Đoài mới (1979), tái khai mở Đại chủng viện Vinh - Thanh (1988), khai mở Năm Thánh Giáo phận Vinh (1992). Ông cũng đã hỗ trợ chính quyền trong công việc giảm bớt các tệ nạn xã hội, và được ghi nhớ với những việc làm cụ thể hỗ trợ cho người khó khăn.
Ông chính thức từ nhiệm giám mục chính tòa vào tháng 12 năm 2000 và qua đời vào tháng 7 năm 2005.

## Thân thế và tu tập
Giám mục Trần Xuân Hạp sinh ngày 6 tháng 10 năm 1920 trong một gia đình Công giáo đạo đức thuộc giáo xứ Nhân Hòa, giáo phận Vinh. Giáo xứ này có địa giới thuộc về làng Nhân Hòa, phường Võng Nhi, tổng Kim Nguyên, huyện Nghi lộc, tỉnh Nghệ An (cho đến năm 2007, thuộc xã Nghi Thuận, huyện Nghi Lộc, tỉnh Nghệ An). Thân phụ là ông Phêrô Trần Văn Trường và thân mẫu là bà Maria Hà Thị Còn. Ông là người con thứ hai trong gia đình gồm có sáu anh em. Nhiều người trong gia tộc của ông là linh mục và chủng sinh: hai chủng sinh Trần Khanh và Trần Khánh, các linh mục Hà Văn Gia (cậu nội), Nguyễn Thần Đồng, Hà Ngọc Cai, ...
Do ham học giáo lý Công giáo và có trí thông minh, cậu Trần Xuân Hạp nhanh chóng được nhận Bí tích Thêm Sức khi chỉ mới bảy tuổi (năm 1927). Chủ sự nghi thúc Ban bí tích là Giám mục André Léonce Joseph Eloy Bắc. Năm 9 tuổi, cậu bé Hạp được cậu ruột là linh mục Hà Văn Gia, lúc này đảm nhận chức vụ linh mục quản xứ Ngọc Long, nhận nuôi dạy, do đó cậu bé Hạp dọn đến giáo xứ Ngọc Long. Năm 1931, linh mục Gia chuyển đến giáo xứ Cam Lâm và qua đời tại nhiệm sở vào cuối tháng 2 năm 1932. Linh mục Gia gửi cậu Hạp cho linh mục Hiên đang đảm trách giáo xứ Bùi Ngọa nuôi dạy.
Năm 1933, cậu bé Trần Xuân Hạp được gửi theo học tại Chủng viện dự bị Xuân Phong, với tư cách là chủng sinh Khóa II của chủng viện này. Năm 1936, cậu được cho phép nhập học học Tiểu chủng viện Xã Đoài. Năm 1942, chủng sinh Hạp thực tập tham gia công tác giảng dạy tại Tiểu chủng viện, đồng thời thực tập thầy giảng. Sau khoảng thời gian dài, năm 1951, chủng sinh Hạp tiếp tục con đường tu học bằng cách nhập học Đại Chủng viện. Đại chủng viện trước đó phải đóng cửa do hoàn cảnh chiến sự, do đó chủng sinh Hạp đã phải chờ đợi hai năm mới được nhập học Đại chủng viện.

## Linh mục
Phêrô Trần Xuân Hạp thụ phong chức Linh mục ngày 1 tháng 2 năm 1959 tại Nhà thờ chính tòa Xã Đoài. Song thân của tân linh mục lúc này đang sinh sống tại miền Nam. Sau khi được truyền chức linh mục, vị linh mục trẻ được bổ nhiệm đảm nhận vai trò quản xứ Minh Cầm và đảm nhận nhiệm vụ này đến năm 1963. Sau thời gian công tác mục vụ tại Minh Cầm, linh mục Hạp được điều chuyển đảm nhận giáo xứ Đan Sa và đảm nhận vai trò này đến năm 1973. Cả hai giáo xứ này có địa giới đều thuộc về tỉnh Quảng Bình.
Từ năm 1973 đến 1979, linh mục Hạp được chọn làm quản hạt Hướng Phương (thuộc tỉnh Quảng Bình, nay là Giáo hạt Bình Chính, giáo phận Hà Tĩnh), kiêm Linh mục Tổng đại diện giáo phận Vinh. Trong thời kỳ linh mục, linh mục Trần Xuân Hạp được ghi nhận là một linh mục tận tình chăm sóc mục vụ cho giáo dân.

## Giám mục

### Bổ nhiệm và Truyền chức
Ngày 10 tháng 1 năm 1979, Tòa Thánh loan báo tin bổ nhiệm linh mục Phêrô Trần Xuân Hạp, lúc này là linh mục Tổng đại diện giáo phận Vinh, làm Giám mục chính tòa giáo phận Vinh, thay thế cố giám mục Phêrô Maria Nguyễn Năng qua đời trước đó sáu tháng.  Cùng trong ngày này, cùng với tin tức bổ nhiệm giám mục Tân cử Trần Xuân Hạp, Tòa Thánh cũng bổ nhiệm linh mục Giuse Maria Nguyễn Tùng Cương của Tổng giáo phận Hà Nội làm Giám mục Chính tòa Giáo phận Hải Phòng. Dựa theo tiêu chí ngày bổ nhiệm chức giám mục, Giám mục Trần Xuân Hạp là Giám mục người Việt Nam thứ 56 của Giáo hội Công giáo tại Việt Nam. Tân giám mục 59 tuổi, lãnh nhận sứ vụ lãnh đạo một giáo phận có đông đảo giáo dân, nhưng do hậu quả của chiến tranh, tan hoang về tinh thần và vật chất. Giám mục Tân cử Trần Xuân Hạp đã cung hiến nhà thờ chính tòa mới của Giáo phận Vinh vào ngày 3 tháng 3 năm 1979.
Lễ tấn phong giám mục của Giám mục Tân cử Trần Xuân Hạp được tổ chức ngày 4 tháng 3 năm 1979, do Tổng giám mục đô thành Tổng giáo phận Hà Nội Giuse Maria Trịnh Văn Căn làm chủ phong với sự phụ phong của Giám mục Phêrô Phạm Tần, Giám mục chính tòa Giáo phận Thanh Hóa. Ông chọn khẩu hiệu giám mục cho mình là "Xin cho con say mê Thánh Giá". Cùng ngày với lễ truyền chức giám mục, nhà thờ chính tòa được cung hiến trước đó một ngày được chính thức khánh thành.

### Mục vụ và các hoạt động xã hội
Sau dịp Họp Hội đồng Giám mục Việt Nam vào năm 1980, Giám mục Trần Xuân Hạp tham gia chuyến viếng thăm Tòa Thánh Ad Limina.
Năm 1981, Đại chủng viện thánh Phanxicô Xaviê bị cho đóng cửa. Ngày 22 tháng 11 năm 1988, Đại Chủng viện Xã Đoài được mở cửa trở lại với tên mới là Đại Chủng viện Thánh Phanxicô Xaviê Vinh Thanh, do Giám mục Trần Xuân Hạp làm Giám đốc. Chủng viện này mở lại là do sự cộng tác và công lao của giám mục Hạp và Giám mục Phêrô Phạm Tần, giám mục giáo phận Thanh Hóa. Giám mục Trần Xuân Hạp giữ chức Giám đốc Đại chủng viện từ năm 1988 đến năm 2000, giám mục Phạm Tần, và linh mục Giuse Vương Ðình Ái đồng giữ chức Phó giám đốc.
Chủ trương chia tách Giáo phận Vinh thực tế đã có từ thời giám mục Phêrô Gioan Trần Xuân Hạp. Năm 1994, Giám mục Hạp gửi văn thư yêu cầu cho phép chia tách giáo phận, tuy nhiên, lúc này giám mục Hạp đã 74 tuổi, sắp cận tuổi về hưu là 75 của Giáo hội Công giáo. Chính vì lý do này, các Bộ của Tòa Thánh yêu cầu công việc chia tách này nên để lại cho Giám mục kế nhiệm. Việc chia tách này sau đó hoàn tất vào năm 2018 vào thời giám mục Phaolô Nguyễn Thái Hợp.
Giám mục Hạp âm thầm giúp đỡ những người khó khăn, hỗ trợ họ bằng cách trực tiếp đưa đến hoặc gửi. Ông hằng năm đều đặn thông qua các tu sĩ, chủng sinh giúp đỡ những người khó khăn về tinh thần và vật chất. Khi được xin số liệu về những việc ông đã giúp đỡ cho nhũng người cùi, giám mục Hạp từ chối việc này, cho biết ông không thích làm rùm beng. Ông cho thiết lập Ngày tình thương và Quỹ Tình thương. Ông đã liên hệ bệnh viện và các bác sĩ và hỗ trợ chi phí và phương tiện đi lại nhằm hỗ trợ các trẻ em bị khiếm khuyết ở đôi mội về mặt thẩm mỹ. Vấn đề này được đề cập cụ thể trong Thư chung số 6 năm 1992.
Giám mục Trần Xuân Hạp cũng được ghi nhận đã hỗ trợ chính quyền giảm bớt các tệ nạn xã hội, cụ thể là trong Thông báo số 8 năm 1998, yêu cầu các linh mục quản hạt thông báo với các cha xứ tạo phong trào xây dựng đời sống mới, chống các tệ nạn xã hội như say sưa rượu chè, trai gái, xì ke ma tuý và các tệ nạn khác. Cùng với thông cáo là các Bản Cam Đoan để các gia đình sau khi học hỏi tài liệu tự mình cam kết. Trước đó, thư chung số 2 năm 1994 nhân dịp Năm Quốc tế về Gia Đình, Giám mục Hạp kêu gọi thánh hóa các gia đình, chống lại các ấn phẩm đồi trụy.

### Hưu dưỡng và qua đời
Sau hơn 20 năm cai quản giáo phận, ngày 11 tháng 12 năm 2000, với lý do tuổi cao sức yếu, Giám mục Trần Xuân Hạp viết đơn xin từ nhiệm và được Tòa Thánh chấp thuận. Giám mục phó Phaolô Maria Cao Đình Thuyên đương nhiên kế vị ông, trở thành Giám mục chính tòa Giáo phận Vinh. Thông báo này cũng được công bố trên trang tin Văn phòng Báo chí Tòa Thánh.
Ngày 3 tháng 12 năm 2003, Tòa Thánh gửi lời chúc mừng của Giáo hoàng Gioan Phaolô II đến Giám mục Trần Xuân Hạp nhân dịp ngân khánh giám mục của giám mục này. Lễ đồng tế kỷ niệm nhân dịp này được cử hành sau đó vào ngày 4 tháng 3 năm 2004.
Trong khoảng thời gian làm Giám mục Giáo phận, ông hai lần đi dự Ad Limina vào năm 1980 và 1990 của Giám mục đoàn Việt Nam và trong lần thứ hai đã xin khai mở Năm Thánh nhân dịp hiến dâng Giáo phận Vinh cho Mẹ Maria tròn 100 năm và 146 năm thành lập Giáo phận. Giám mục Trần Xuân Hạp qua đời ngày 6 tháng 7 năm 2005, hưởng thọ 85 tuổi. Nhận tin giám mục Hạp qua đời, các phái đoàn từ 150 giáo xứ của giáo phận, cũng đại diện chính quyền các cấp từ ba tỉnh thành Quảng Bình, Hà Tĩnh và Nghệ An đã đến viếng. Giám mục Giáo phận Vinh Cao Đình Thuyên đã yêu cầu các giáo xứ cử hành tuần cửu nhật cầu nguyện cho cố giám mục Trần Xuân Hạp, kết thúc bằng lễ cầu nguyện trọng thể vào ngày 14 tháng 7 tại các giáo xứ trong giáo phận.
Lễ an táng cố giám mục được cử hành tại Quảng trường Nhà thờ chính tòa Xã Đoài vào ngày 9 tháng 7 cùng năm. Chủ tế tang lễ là Giám mục Cao Đình Thuyên. Lễ an táng có sự tham gia của bảy giám mục từ các giáo phận, các linh mục đại diện các giáo phận, dòng tu. Chính quyền từ Ban Tôn giáo Chính phủ và địa phương cử đại diện tham dự. Giảng lễ an táng là Giám mục Giuse Hoàng Văn Tiệm, giám mục giáo phận Bùi Chu. Trong Di chúc, cố giám mục xác định rằng những gì thuộc về ông, sau khi ông qua đời, đều thuộc về giáo phận Vinh.

## Tông truyền
Giám mục Phêrô Gioan Trần Xuân Hạp được tấn phong giám mục năm 1979, thời Giáo hoàng Gioan Phaolô II, bởi:
- Giám mục Chủ phong: Giuse Maria Trịnh Văn Căn, Tổng giám mục đô thành Tổng giáo phận Hà Nội.
- Giám mục Phụ phong: Phêrô Phạm Tần, giám mục chính tòa Giáo phận Thanh Hóa.

Giám mục Phêrô Gioan Trần Xuân Hạp là Giám mục Chủ phong cho giám mục:
- Năm 1992, giám mục Phaolô Maria Cao Đình Thuyên, cố giám mục chính tòa Giáo phận Vinh.